# Kevin Strickland
Kevin Bernard Strickland (nacido el 7 de junio de 1959) es un hombre afroestadounidense que fue condenado sin evidencia por matar a tres personas en Kansas City, Misuri en 1979, por un jurado compuesto exclusivamente por blancos. Ninguna evidencia física lo vinculaba con la escena del crimen y el único presunto testigo se retractó más tarde de su testimonio de que Strickland estaba involucrado. Strickland fue condenado a cadena perpetua. En 2021, atrajo la atención nacional después de que exfiscales en su caso dijeron que era muy probable que fuera inocente y pidieran su liberación.
Dos hombres negros que se declararon culpables de los asesinatos dijeron que Strickland no estaba involucrado y que una huella digital de la escopeta utilizada en los asesinatos pertenecía a otra persona. Cynthia Douglas, la única testigo del crimen, dijo que los detectives la presionaron para que nombrara a Strickland como perpetrador. Intentó en varias ocasiones retractarse oficialmente de su testimonio antes de su muerte en 2015.
Numerosas figuras legales y políticas pidieron la exoneración de Strickland. En junio de 2021, la Corte Suprema de Misuri denegó una solicitud para su liberación. El gobernador de Misuri Mike Parson se negó a indultarlo, diciendo que no veía su caso como una «prioridad» y que no estaba seguro de su inocencia. La Oficina del Fiscal General de Misuri luchó en la corte para mantenerlo en prisión, diciendo que lo creía culpable.
El 23 de noviembre de 2021, el juez James Welsh anuló la condena de Strickland «ya que no se basó en pruebas físicas sino en el testimonio de un testigo ocular […], que luego se retractó de su versión», y Strickland fue liberado el mismo día. Fue exonerado después de más de 42 años en prisión, «haciendo de su caso el caso de condena por error confirmado más largo en la historia de Misuri».

## Crimen y juicios
El 25 de abril de 1978, en Kansas City, Misuri, tres personas murieron cuando un grupo de asaltantes saqueó una casa. Las víctimas fueron Sherrie Black, de 22 años, Larry Ingram, de 21, y John Walker, de 20. Otra mujer, Cynthia Douglas, la novia de Ingram, recibió un disparo en la pierna de forma no fatal; fingió estar muerta hasta que los atacantes se fueron, momento en el que salió gateando de la casa. Todas las víctimas fueron atadas y luego fusiladas. Strickland, que entonces tenía 18 años, dijo que en ese momento estaba viendo televisión y hablando por teléfono, y que a la mañana siguiente la policía comenzó a acusarlo de los asesinatos.
Más tarde arrestaron a dos sospechosos, Kilm Adkins y Vincent Bell. Bell era un amigo de la infancia de Strickland y vivía en una casa cercana. La policía encontró una huella digital perteneciente a Strickland en el auto de Bell; Strickland dice que esto se debió a que había conducido el automóvil antes, pero la última vez que vio a Adkins y Bell fue a las 5 o 6 p. m. la noche de los asesinatos. Una huella dactilar de la escopeta utilizada en los asesinatos pertenecía a alguien que no era Strickland y que aún no ha sido identificado. Douglas, la única testigo ocular, más tarde eligió a Strickland en una alineación policial. Douglas dijo más tarde que los detectives del caso la presionaron para que lo nombrara como uno de los perpetradores del caso, y hasta su muerte en 2015 intentó que se retractara de su testimonio. En 2009, envió un correo electrónico al Midwest Innocence Project diciendo: «Estoy buscando información sobre cómo ayudar a alguien que fue acusado injustamente. Yo era la única testigo presencial y las cosas no estaban claras en ese entonces, pero ahora sé más y me gustaría ayudar esta persona si puedo». Douglas dijo que la policía le dijo: «Solo elige a Strickland de la alineación y terminaremos, todo desaparecerá, puedes continuar y no tendrás que preocuparte por estos tipos ya más». Adkins y Bell confesaron los asesinatos, pero dijeron que Strickland no participó.
El primer juicio de Strickland terminó con un jurado colgado, y el único jurado negro se negó a declararlo culpable. Según Strickland, después del juicio, el fiscal se acercó a su abogado y le dijo: «Me aseguraré de que esto no suceda la próxima vez». La abogada de Strickland al momento de su liberación, Tricia Rojo Bushnell del Midwest Innocence Project, dijo que el fiscal utilizó cada uno de sus desafíos perentorios para eliminar jurados negros, resultando en que el próximo juicio tenga un jurado completamente blanco.
Strickland fue declarado culpable en 1979, un año después de ser arrestado, y condenado a cadena perpetua sin posibilidad de libertad condicional durante 50 años. Más tarde, Adkins y Bell terminaron acuerdos de colaboración premiada, se declararon culpables y fueron condenados a 20 años, cada uno de ellos cumpliendo menos de 10 años. Otros fueron sospechosos pero no acusados. Strickland intentó apelar en 1980, pero fue desestimado por la Corte Suprema de Misuri.

## Llamados a su liberación
Strickland fue objeto de una investigación de The Kansas City Star en septiembre de 2020, lo que llevó a los fiscales a revisar el caso. El 10 de mayo de 2021, la fiscal del condado de Jackson, Jean Peters Baker, publicó una carta en la que decía que creía que él era inocente y que debería ser liberado de la prisión. Los exfiscales en el caso de Strickland han dicho que creen que él también es inocente, al igual que los fiscales federales del Tribunal de Distrito de los Estados Unidos para el Distrito Oeste de Misuri. El alcalde de Kansas City, Quinton Lucas, y más de una docena de legisladores estatales, incluido Andrew McDaniel, presidente republicano del comité de la Cámara de Representantes de Misuri que supervisa las prisiones, han intentado que lo liberen.
La Corte Suprema de Misuri denegó una petición para liberar a Strickland en junio de 2021. En agosto de 2021, el gobernador de Misuri Mike Parson se negó a indultarlo, habiendo dicho anteriormente que el caso de Strickland no era una «prioridad» y que no estaba seguro de la inocencia de Strickland. El consejo editorial de The Washington Post, así como algunas figuras prominentes del Partido Demócrata, contrastó negativamente la decisión de Parson de no indultar a Strickland con su decisión de indultar a Mark y Patricia McCloskey, la pareja involucrada en una controversia de junio de 2020 en la que blandieron armas contra manifestantes que pasaron frente a su casa. El asistente del fiscal general de Misuri, Andrew Clarke, dijo que la oficina del fiscal general cree que Strickland es culpable y cree que debería permanecer en prisión, y dijo que Strickland había «trabajado para evadir la responsabilidad». En agosto de 2021, la oficina del fiscal general emitió a Baker una citación que le exige que entregue cualquier comunicación con terceros con respecto a Strickland. Baker calificó esa acción como acoso.

## Audiencia que condujo a su exoneración
En noviembre de 2021, Baker coordinó una audiencia de tres días para presentar el caso de revocación de los veredictos de Strickland. Ella dijo: «Una de las razones por las que estoy orgullosa de este sistema, y una de las razones por las que sé que es uno de los mejores sistemas del mundo, incluso cuando estamos en medio de un terrible error, es porque hemos construido sistema una capacidad para corregir errores. Ahora confío en que devolverá sólo una fracción de lo que todos hemos perdido, lo que el Sr. Strickland perdió, al traerlo a casa». El último de una docena de testigos, el expresidente de la Corte Suprema de Misuri, Edward D. Robertson Jr., argumentó que el testimonio subsiguiente conservado y las frecuentes retractaciones de sus entrevistas previas al juicio y el testimonio del juicio de Cynthia Douglas, en cuya palabra descansaba toda la evidencia persuasiva original de culpabilidad, también constituía «el caso completo» para las revocaciones.
El juez James Welsh escribió el 23 de noviembre de 2021, después de que Strickland hubiera pasado más de 42 años en prisión: «En estas circunstancias únicas, la confianza de la Corte en la condena de Strickland está tan socavada que no puede sostenerse, y la sentencia condenatoria debe anularse. El Estado de Misuri liberará inmediatamente a Kevin Bernard Strickland de su custodia».

## Vida personal
Strickland nació el 7 de junio de 1959 y es padre de una hija. Strickland usa una silla de ruedas y dijo que había «experimentado un par de ataques cardíacos ... Tengo presión arterial alta. Mi capacidad para estar de pie está disminuida». Su padre murió en 2011. Antes de su exoneración, Strickland dijo al ser liberado que quería ver el océano. Más tarde dijo que quería visitar la tumba de su madre para presentar sus respetos.

## Compensación
Aunque Strickland cumplió la pena de prisión más larga en la historia de Misuri, no calificó para una compensación del estado, porque la ley lo permite solo si una exoneración se basa en evidencia de ADN. Sin embargo, el Midwest Innocence Project inició una campaña de recaudación de fondos para él a través de GoFundMe en junio de 2021, que recaudó más de $200,000 en el momento de su liberación. Si su caso calificaba para una indemnización estatal, la cantidad podría ser mucho mayor; en otros estados se pagó una indemnización de más de 20 millones de dólares en casos similares. A los pocos días de su liberación las donaciones se multiplicaron y la cantidad recaudada superó el millón por más de 14 000 personas.